# 王俌 (唐朝)
王俌（？—756年），字灵龟，唐朝官员，出自琅琊王氏。

## 生平
王俌的曾祖父王弘直，祖父王方庆，父亲王晞，字光烈，鄜州刺史，襲石泉侯。王俌中明经，担任莫州参军，被范阳节度使张守珪辟入幕府。当时契丹屈烈部计划入寇，河北骚动。王俌至契丹，晓谕祸福，契丹于是没有入寇。安禄山叛，王俌担任博陵郡、常山郡二太守，副河北招讨。潼关失守，唐肃宗召回朔方、河东兵，李光弼回到河东，让王俌守常山郡。王俌欲降，诸将把他杀死，遣使至信都迎乌承恩镇守。王俌赠太常卿。自王褒至王俌，六世襲封石泉侯。

## 子孙
- 王濡，膳部員外郎、黃州刺史
  - 王牧，涇陽尉
  - 王源茂，榮州刺史
    - 王璋，左衛兵曹參軍
      - 王晉
      - 王存

  - 王遂，沂海觀察使
    - 王新豐，蓬州刺史
    - 王果，鳳翔府參軍

  - 王長文，禮賓使
    - 王早，大理丞
    - 王昶，太子詹事
      - 王仲鸞，徐州節度判官

    - 王皞，福建觀察推官
    - 王晟，明經及第
    - 王昇，舞陽尉
- 王澄，洋州刺史
  - 王造，太子諭德
  - 王迺，淄州刺史
    - 王釴
    - 王鎬
    - 王鎔

  - 王逵，殿中少監
    - 王鍊，祕書省正字
    - 王錫
    - 王鎛

  - 王邁，淄州刺史
- 王沐，御史中丞
  - 王源上，華陰令
  - 王源長，渭南令
  - 王源通，衛佐
- 王淮，御史中丞
  - 王子文，平山尉
  - 王子西，恆州參軍
  - 王子尚，恆山令
- 王濟，尚衣奉御
  - 王源永，澧州參軍
- 王沼，集州刺史
  - 王魯卿
    - 王質，偃師丞
    - 王寶
    - 王賀
    - 王贄
    - 王賈
- 王潤，杭州別駕
  - 王遇，著作郎
  - 王源中，字正蒙，天平節度使
    - 王擢，字嵒臣
    - 王應
    - 王叔鳳
    - 王叔鸞

  - 王敬元，散騎常侍
  - 王逢元
  - 王迪
  - 王適，侍御史
    - 王季羽

  - 王高，安邑尉
    - 王希範
- 王澗，汝州長史
  - 王源植，福建觀察使
    - 王愿，襄邑尉
    - 王賜，永城尉
    - 王恪，同州參軍
    - 王慎
    - 王愖
    - 王憬
    - 王柷，字不耀，給事中

  - 王源會，絳州司馬
  - 王源端，溫令
    - 王懽，湖州文學

  - 王源蒙，四門助教
  - 王退思，晉陵丞